# Dactylopodia glacialis
Dactylopodia glacialis är en kräftdjursart som först beskrevs av Sars.  Dactylopodia glacialis ingår i släktet Dactylopodia och familjen Thalestridae.

## Underarter
Arten delas in i följande underarter:
- D. g. lazurica
- D. g. glacialis